# Cephonodes hylas
Espèce
Cephonodes hylas est une espèce de lépidoptère de la famille des Sphingidae, sous famille des Macroglossinae tribu des Dilophonotini et du genre Cephonodes. C'est l'espèce type pour le genre. 

## Description
L'envergure varie de 45 à 73 mm.

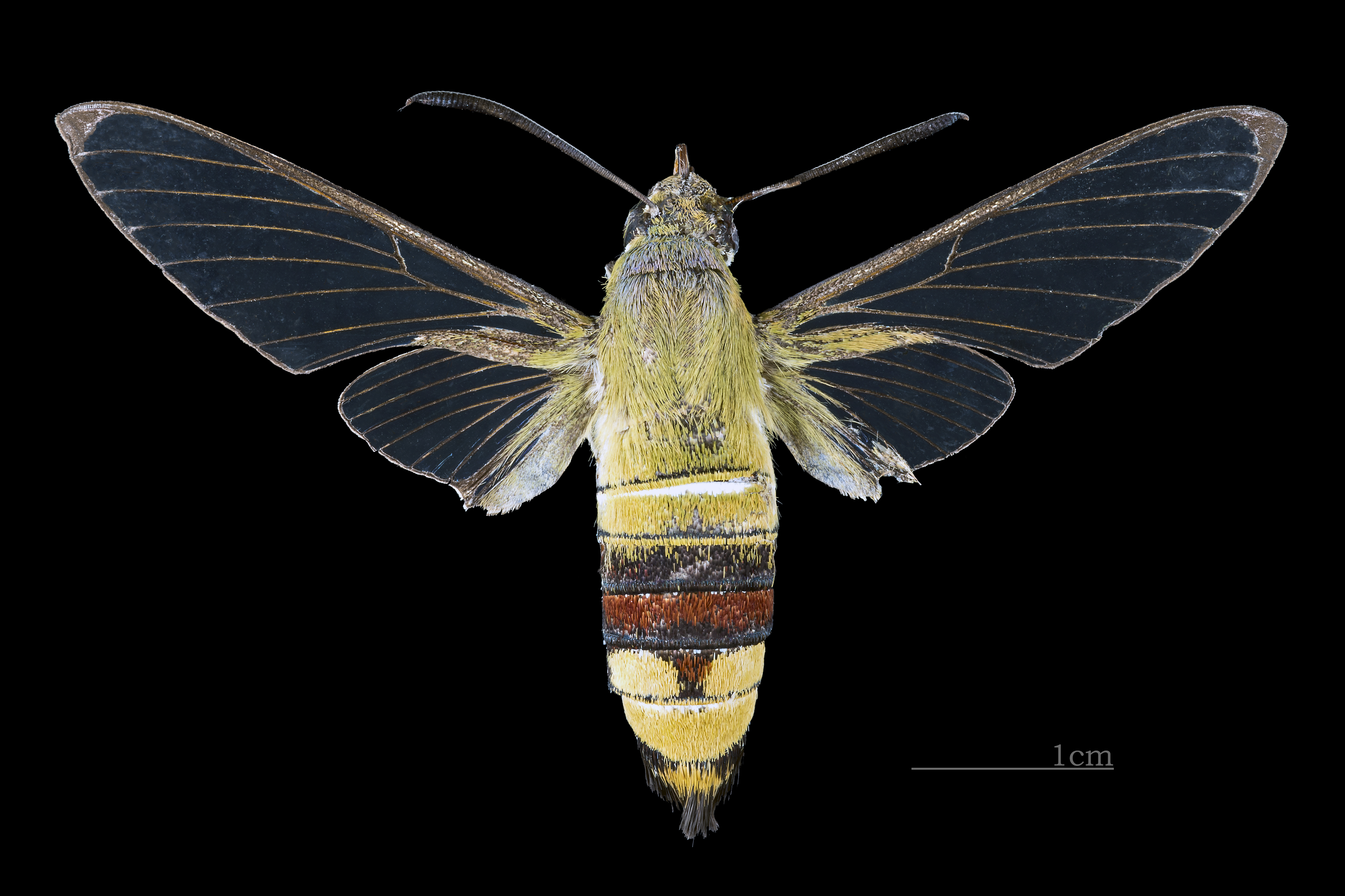
Face dorsale du mâle (coll.MHNT)
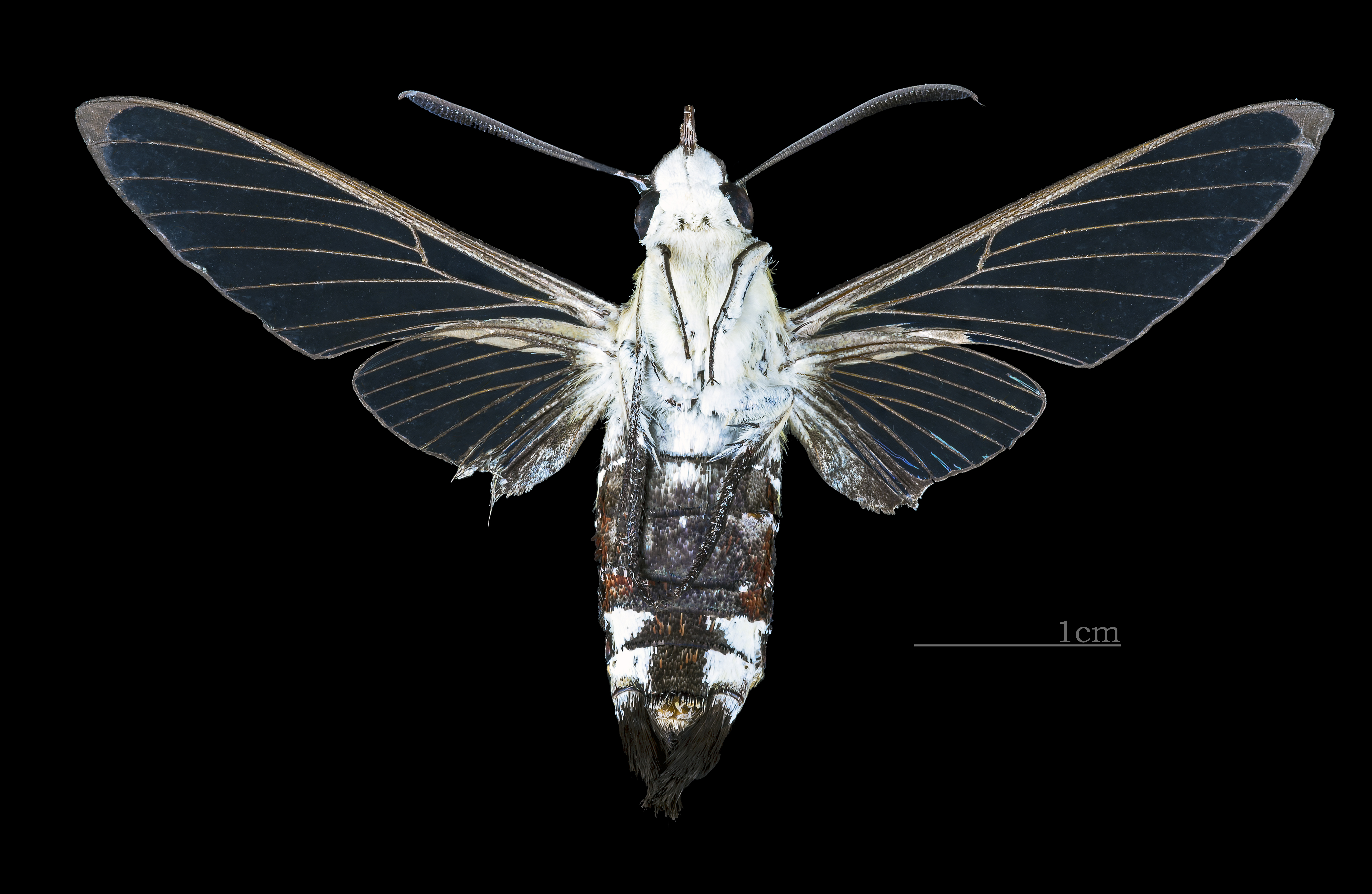
Face ventral du mâle (coll.MHNT)
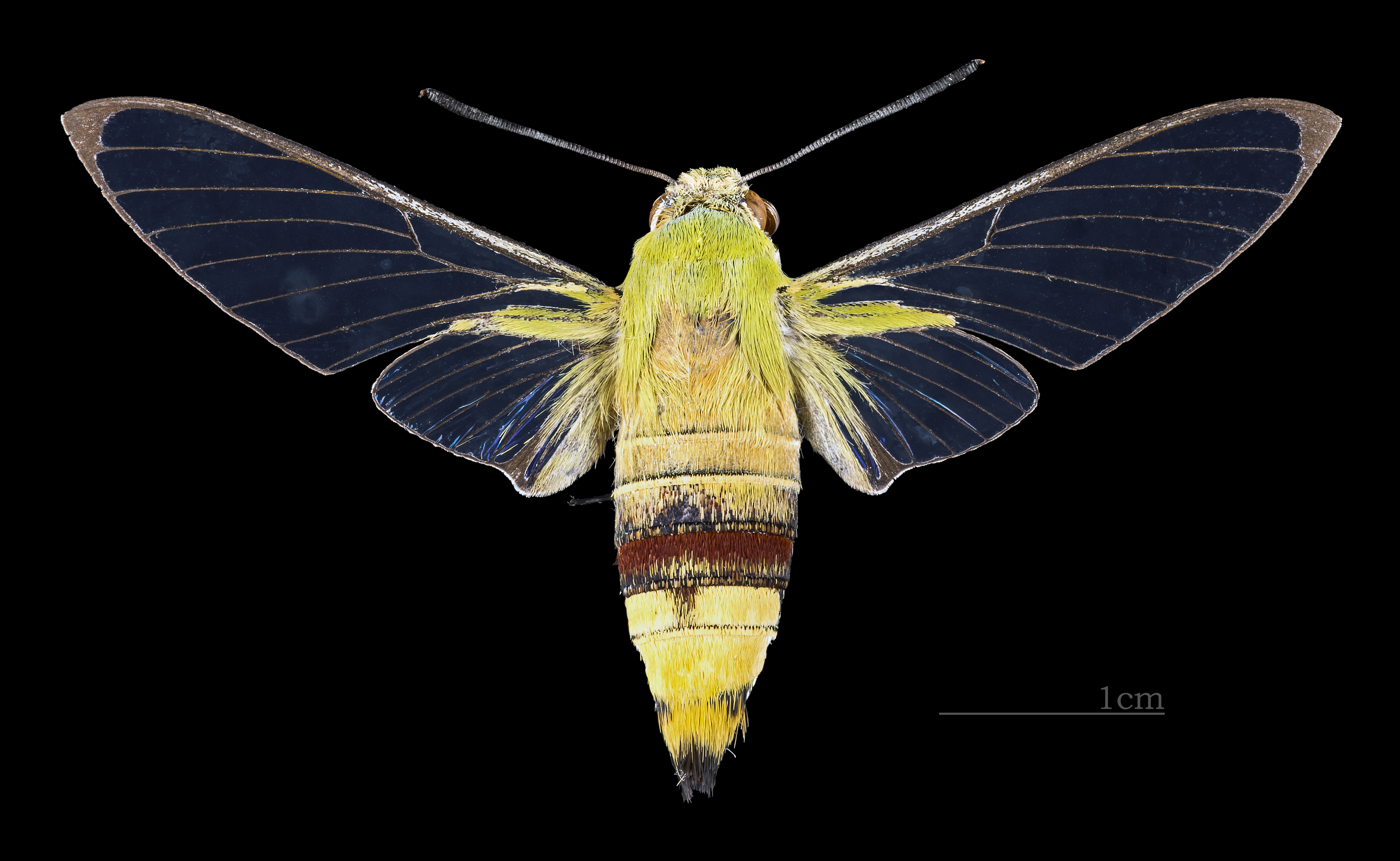
Face dorsale de la femelle (coll.MHNT)
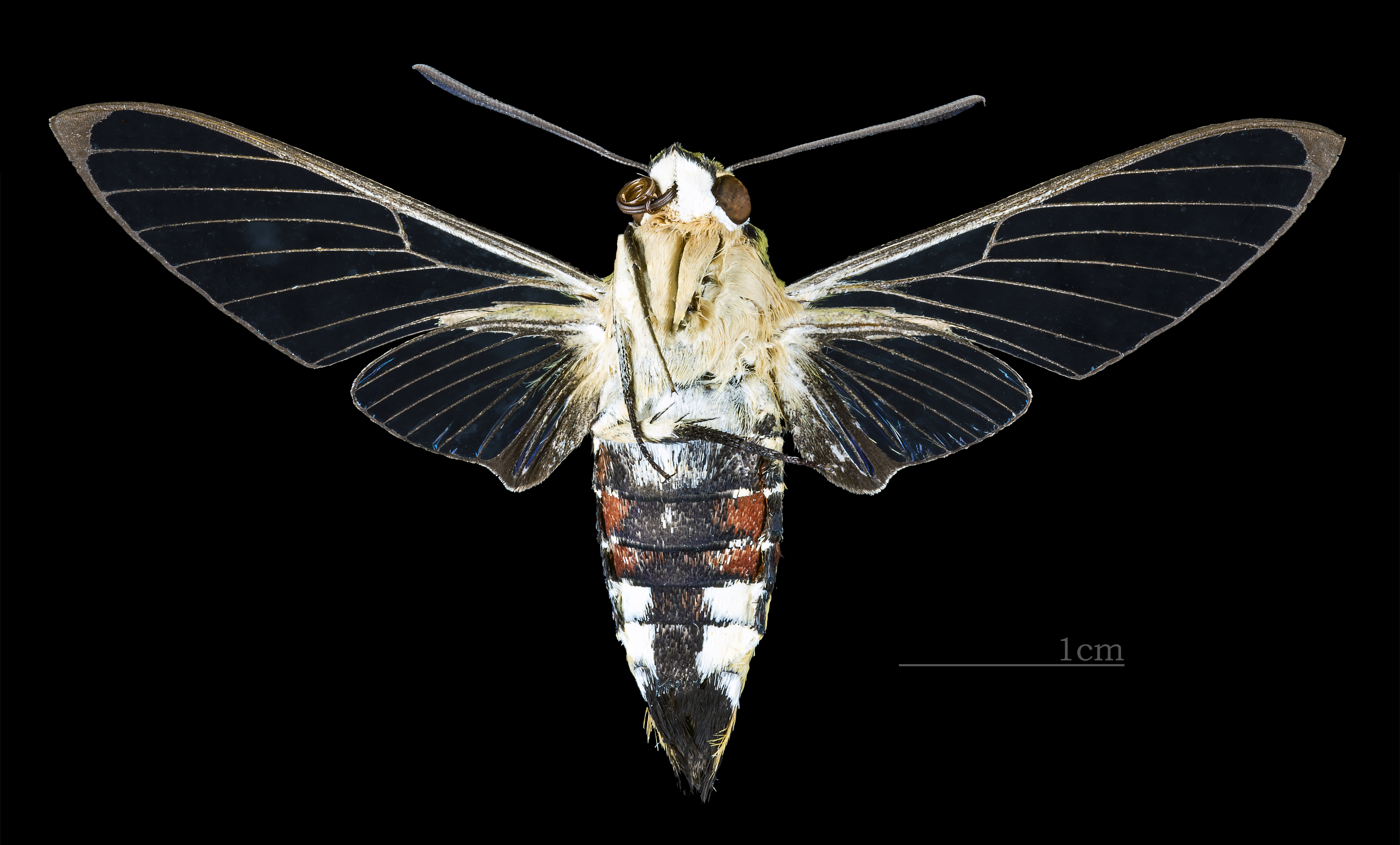
Face ventral e la femelle (coll.MHNT)

## Répartition géographique
On le trouve en Afrique, en Asie du Sud-Est et en Australie.

## Biologie
La chenille se nourrit sur les plantes des genres Burchellia, Gardenia, Kraussia, Pavetta et Vangueria. Des parasitoïdes tels que Ooencyrtus papilionis et Blepharipa zebrine s'attaquent aux chenilles.

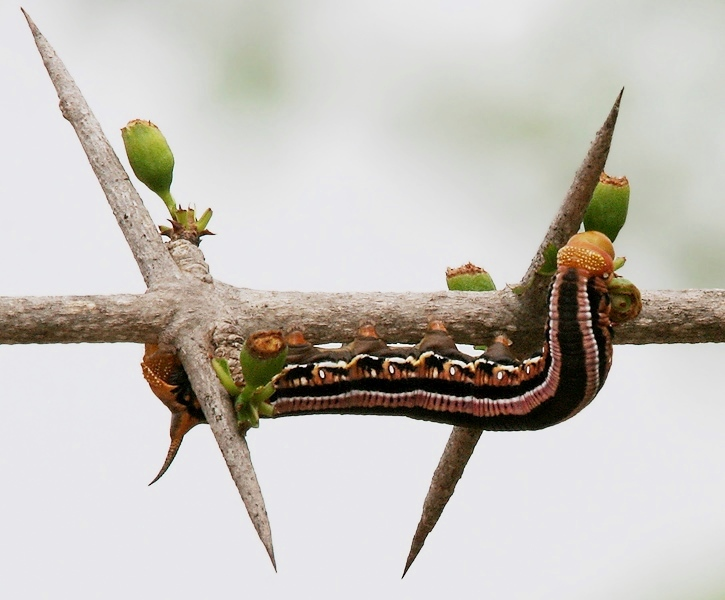
La chenille

## Systématique
L'espèce Cephonodes hylas a été décrite par le naturaliste suédois Carl von Linné en 1771, sous le nom initial de Sphinx hylas

### Synonymie
- Sphinx hylas  Linné, 1771 Protonyme
- Macroglossa confinis Boisduval, 1875 [2]

### Liste des sous-espèces
- Cephonodes hylas hylas (Linné, 1771)
- Cephonodes hylas australis Kitching & Cadiou, 2000 (Australie)
- Cephonodes hylas melanogaster Cadiou, 1998 (Indonésie)
- Cephonodes hylas virescens (Wallengren, 1858) (Afrique)